# Cuando vivas conmigo
Cuando vivas conmigo —en inglés: Against our Destiny— es una telenovela producida por Caracol Televisión en 2016. Protagonizada por Caterin Escobar, Diego Trujillo, Sandra Reyes y  Christian Tappan, con las participaciones antagónicas de Norma Nivia, Juan Manuel Lenis y Kimberly Reyes.

## Producción
La serie fue basada en la obra de El héroe discreto del autor Mario Vargas Llosa en la que se describe la historia de dos hermanas que luchan por volver a reencontrarse y poder vivir. Grabada y producida en diversas partes de Bogotá y Girardot.
Se transmite a partir del 19 de septiembre de 2016 reemplazando a La niña.

## Reparto
- Caterin Escobar — Armida López
  - María José Vargas — Armida (joven)
- Diego Trujillo — Ismael Herrera
- Sandra Reyes — Gertrudis López
  - Karen Novoa — Gertrudis (joven)
- Christian Tappan — Felicito Yanequé
- Linda Lucía Callejas — Josefa Méndez
- Diego Garzón — Miguel Yanequé
- Norma Nivia — Magdalena Herrera
- Juan Manuel Lenis — Ignacio ‘Escobita’ Herrera
- José Daniel Cristancho — Tiburcio Yanequé
- Freddy Ordóñez — Sargento Carlos Alberto Lituma
- Víctor Hugo Morant — Capitán Óscar Silva
- Fernando Lara — Padre Pepín Odonoban
- Kimberly Reyes — Mabel Barraza Muñoz
- Gary Forero — ‘Foncho’ Martínez
- Ana Victoria Beltrán — Martha Contreras
- Tatiana Rentería — Lucila
- Juan Carlos Messier — Claudio
- Luis Fernando Salas — Narciso Veranda
- Juan Pablo Obregón —  Albeiro Jaramillo
- Álex Adames — Gerardo
- Tatiana Arango — Johanna Rodríguez
- Laura Peñuela — Aurora
- Santiago Moure — Orlando Camargo
- Inés Oviedo — Briggith
- Juan David Galindo — Rigoberto
- Luz Stella Luengas Díaz — Dalila Romero
- Zulma Muñoz Ruiz — Constanza
- Alberto León Jaramillo — Francisco ‘Don Pacho’ Martínez
- Alejandro Gutiérrez — Colorado Bignolo[5]
- Katherine Castrillón — Margarita Manrique
- Lady Noriega — ‘La musa’
- Juana del Río — ‘La Silenciosa’
- Diego Armando Landaeta — Luis Veranda
- Shirley Gómez — Andrea
- Isabel Cristina Villarreal
- Ana Sofía Jiménez
- María Irene Toro

## Premios y nominaciones

### Premios India Catalina
| Año  | Categoría                                     | Nominado         | Resultado |
| ---- | --------------------------------------------- | ---------------- | --------- |
| 2017 | Mejor actor protagónico de telenovela o serie | Christian Tappan | Nominado  |

### Premios TvyNovelas
| Año  | Categoría                        | Nominado             | Resultado |
| ---- | -------------------------------- | -------------------- | --------- |
| 2017 | Mejor actriz antagónica de serie | Kimberly Reyes       | Nominada  |
| 2017 | Mejor tema musical               | Cuando vivas conmigo | Nominado  |